# Idiocera megastigma
Idiocera megastigma är en tvåvingeart som först beskrevs av Alexander 1970.  Idiocera megastigma ingår i släktet Idiocera och familjen småharkrankar. Inga underarter finns listade i Catalogue of Life.